# Contaminazione (narrativa)
Con il termine contaminazione, in narrativa, si è soliti riferirsi alla mescolanza di elementi antinomici considerati ingredienti che caratterizzano un genere rispetto ad altri. Si parla anche di ibridismo con riguardo agli innesti di tipologie eterogenee di elementi che non si combinano bene. La letteratura, il cinema post-moderno, il teatro, l'animazione (come nel caso di Mahō shōjo), la musica, soprattutto a partire dalla seconda metà del Novecento, hanno avvertito il bisogno di rinnovamento e sperimentato la fusione di generi e stili diversi.

## Nascita dei generi

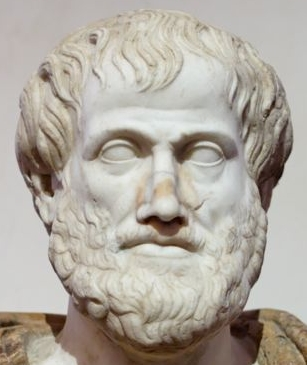
Busto di Aristotele. Riguardo ai generi la Poetica del filosofo greco fu seguita anche nel Rinascimento

La contaminazione esiste in quanto esistono i generi perché ne costituisce la violazione. Bisogna perciò fissarne l'origine. La distinzione in generi letterari è cominciata con l'età classica quando da determinati modelli ritenuti ideali furono elaborate regole specifiche. Platone distinse il genere mimetico o drammatico (tragedia e commedia), quello narrativo (o espositivo) e il genere misto. Tale schema fu seguito da Aristotele, le cui doti superavano comunque l'angusta visione dei modelli e persino la pura distinzione formale tra poesia e prosa. Preferì concentrarsi con metodo pratico sulla tragedia. I suoi successori sistemarono in modo definitivo le regole tramandate nelle civiltà posteriori con trattati normativi. La rigidità dei generi non è stata condivisa neppure da Benedetto Croce che ha dato spazio alla fantasia e alla creatività di ognuno.

## Il Rinascimento
Dopo le peculiari forme del Medioevo (il poema cavalleresco), il Rinascimento dette, soprattutto nella seconda metà del Cinquecento, un nuovo impulso alla tradizione classica e alla Poetica di Aristotele accentuandone il rigore normativo per ciascun genere e sottogenere.

## La prima contaminazione
Sul finire del XVI secolo la reazione non si fece attendere. A cominciare dal poeta Battista Guarini reso famoso dal suo Pastor fido del 1595. Questa tragicommedia si può ritenere il primo esempio di genere ibrido per l'assoluta novità che rompeva gli schemi classici con la dialettica e per le lunghe polemiche letterarie che ne seguirono. Il XVII secolo si distinse per la difesa della fantasia contro ogni freno alla libertà inventiva, ma l'Arcadia segnò il ritorno alle regole e la reazione al secentismo.

## Il Romanticismo

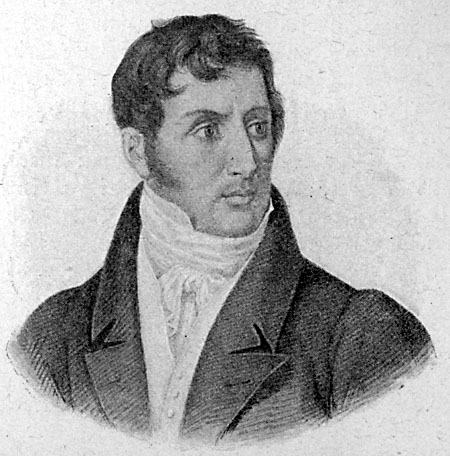
Alessandro Manzoni. Anche l'autore de I promessi sposi si schierò contro le regole rigide dei generi letterari in difesa della fantasia

Con il Romanticismo l'Arcadia fu tra l'altro accusata di superficialità e di ingiustificato ottimismo. La parola Arcadia e l'aggettivo arcadico anche in epoche successive furono utilizzati in senso spregiativo contro poesia, poeti, artisti ritenuti solamente interpreti di un mondo idillico sganciato da qualsiasi reale contesto.
Il Romanticismo e in Italia il Manzoni si schierarono comunque in aperta battaglia contro la tirannia di regole immutabili in difesa del libero sfogo della fantasia.

## Un esempio dell'Ottocento
Nella seconda metà dell'Ottocento il romanzo-saggio di scrittori come Francesco Mastriani, nell'incrocio tra realtà e fantasia, rappresenta un tipico caso di contaminazione e di ibridismo con elementi gialli, horror, gotici e fantastici (Il mio cadavere). Mastriani definiva "studi" molte delle sue opere narrative calate sulla malavita napoletana come I vermi. Studi storici su le classi pericolose in Napoli (1863-1864); Le ombre. Lavoro e miseria. Romanzo storico-sociale (1868), sullo sfruttamento femminile; e I misteri di Napoli. Studi storico-sociali (1869-1870, accresciuti nel 1875 e nel 1880).

## Il secondo Novecento

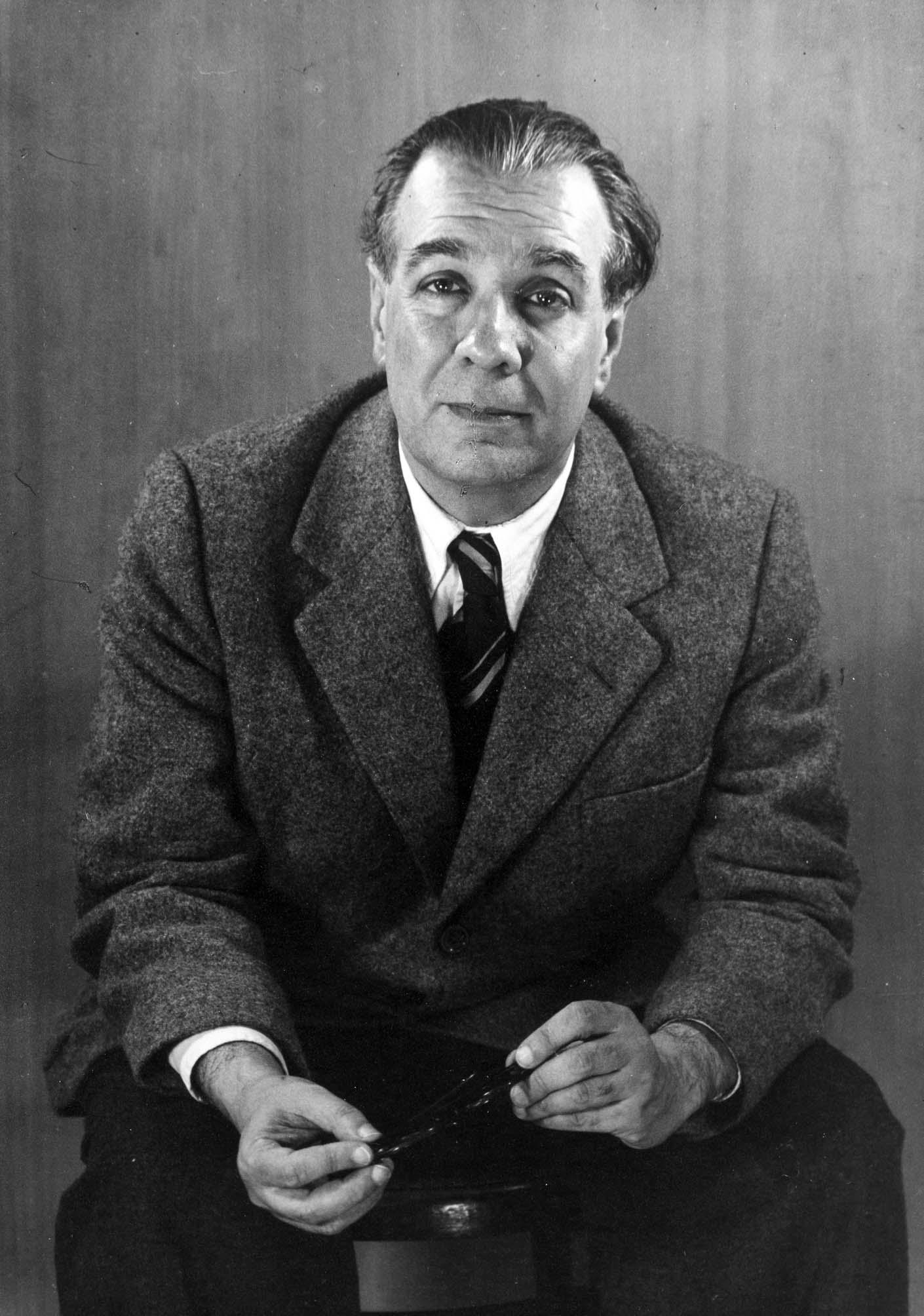
Jorge Luis Borges, per la poliedricità delle sue tematiche e contaminazioni, è stato l'ispiratore di molti scrittori

Nel postmodernismo e nel secondo Novecento avviene l'incontro tra realismo oggettivo e speculazione soggettiva. La produzione letteraria di Leonardo Sciascia rappresenta un esempio emblematico di contaminazione. Soprattutto con Il cavaliere e la morte nella trama gialla si mescolano elementi allegorici, satirici e saggistici.
Italo Calvino, nel suo rapporto con la scrittura fantascientifica (Le cosmicomiche, Ti con zero), ha sempre riconosciuto di aver costruito un meccanismo singolare rifacendosi, tra il fantastico, il surreale e il paradosso, non al futuro ma al passato. In altre sue opere (La giornata di uno scrutatore), la speculazione saggistica si mescola con il racconto.
Sciascia, Calvino, Eco, autori di fumetti come Alan Moore si sono ispirati a Jorge Luis Borges. Tra le numerose tematiche e contaminazioni della sua opera, il labirinto, le biforcazioni con universi paralleli di tempo e spazio (Il giardino dei sentieri che si biforcano), i libri, i lettori, il doppio, il mistero, la fantasia, l'immortalità, la morte, la religione, la poesia, l'influenza di Dante, Poe, Kafka.
A metà degli anni novanta, La scrittura pulp contemporanea della generazione degli autori etichettati "cannibali" per l'efferatezza e l'iperrealismo delle storie, è un ulteriore sviluppo del fenomeno contaminazione. Tra grottesco, violenza estrema, enigma, magia.

## Il giallo classico
Se è vero che la contaminazione ha comportato un allontanamento più o meno marcato dai canoni classici, il fenomeno ha assunto un significato ancora maggiore con una narrazione ritenuta "chiusa" come il giallo classico, per sua natura ancorato a regole rigide di struttura e di stile.
Accanto alle contaminazioni di generi diversi, nell'evoluzione narrativa si sono poi sviluppati filoni specifici sempre più autonomi come giallo storico, giallo psicologico, poliziesco, hard boiled, police procedural, noir, noir metropolitano, thriller legale, thriller medico, storie di spionaggio.

## Le regole ferree

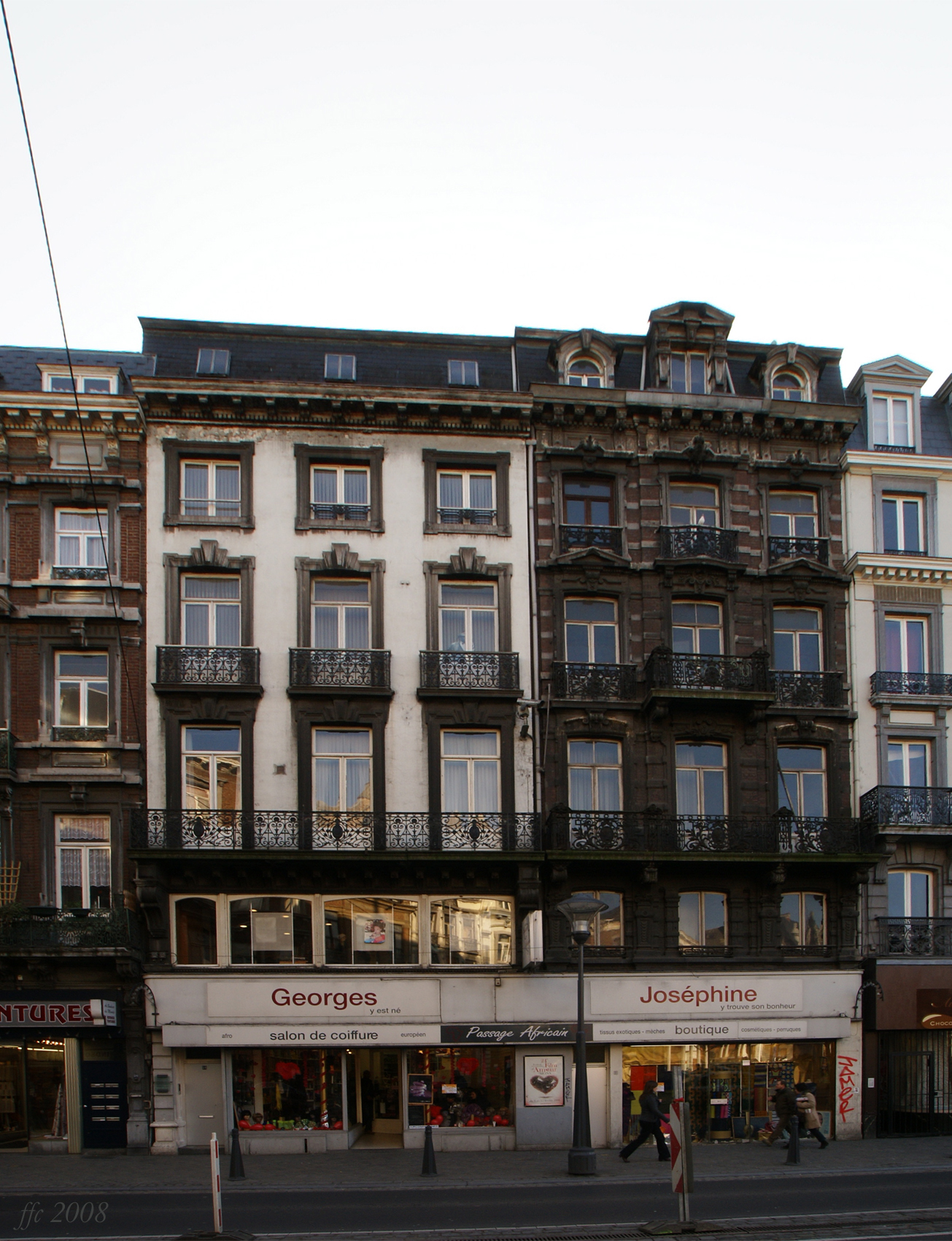
La casa natale di Georges Simenon, l'ideatore del commissario Maigret, in rue Leopold a Liegi

Le regole ferree di stile e di contenuto dell'era classica del giallo non ammettevano deroghe. La violazione aveva ripercussioni negative sul giudizio della critica e dei lettori. Più di un "codice" richiamava gli autori al rispetto rigoroso degli schemi chiusi. Sul romanzo enigmatico le contaminazioni hanno investito anche queste "leggi" i cui autori sono essenzialmente S.S. Van Dine e Raymond Chandler.

### I canoni di S.S. Van Dine
Gli autori tradizionali del romanzo investigativo erano soliti attenersi alle venti regole scritte, nel 1928, da S.S. Van Dine (pseudonimo di Willard Huntington Wright). Canoni inflessibili e schemi fissi che hanno fatto la storia del romanzo giallo poi investito dall'inevitabile vento del rinnovamento a cominciare dalla fine degli anni venti.

#### La regola n. 5
Georges Simenon, con L'affare Picpus, ha violato la regola n. 5 sul divieto di affidare le indagini alla casualità quando il commissario Maigret, seduto al tavolo di una birreria, fa una scoperta involontaria grazie a una mosca.

### La regola n. 8
Legata alla regola n. 5 di Van Dine è la n. 8 che obbliga a risolvere un delitto con metodi strettamente naturalistici. Avverte lo scrittore in modo categorico che conoscere il colpevole attraverso scritture medianiche, sedute spiritiche, telepatia e magia non sarebbe corretto con il lettore che deve poter gareggiare con l'autore e non con l'aldilà e con la metafisica. Il romanzo giallo, per sua natura razionale, non si concilia con l'irrazionale. In un poliziesco, l'investigazione deve svolgersi anche attraverso tecniche di polizia scientifica e di medicina legale.

#### Storie d'amore
S.S. Van Dine (regola n. 3) vietava una storia centrale d'amore.
In un giallo una passione amorosa ben strutturata è stata ormai sdoganata ed è accettata come nel caso della trilogia Millennium di Stieg Larsson (Uomini che odiano le donne 1ª ediz. originale nel 2005, La ragazza che giocava con il fuoco 1ª ediz. originale nel 2006 e La regina dei castelli di carta, 1ª ediz. originale nel 2007). Neppure la soluzione del delitto con sedute medianiche o con fenomeni paranormali grazie a un investigatore chiaroveggente era consentita dall'ideatore di Philo Vance (regola numero 8).

### Il decalogo Chandler
Anche Raymond Chandler stilò un decalogo del buon autore di gialli su realismo delle storie, scorrevolezza, credibilità di antefatto e soluzione del crimine. Chandler con il primo precetto ammoniva che il romanzo giallo deve essere motivato sempre in maniera credibile. A proposito di contaminazioni, la regola n. 8 propendeva per la loro bocciatura: una storia di fredda riflessione non può essere ad un tempo di violenta avventura e di passione amorosa.

### Leggi della robotica

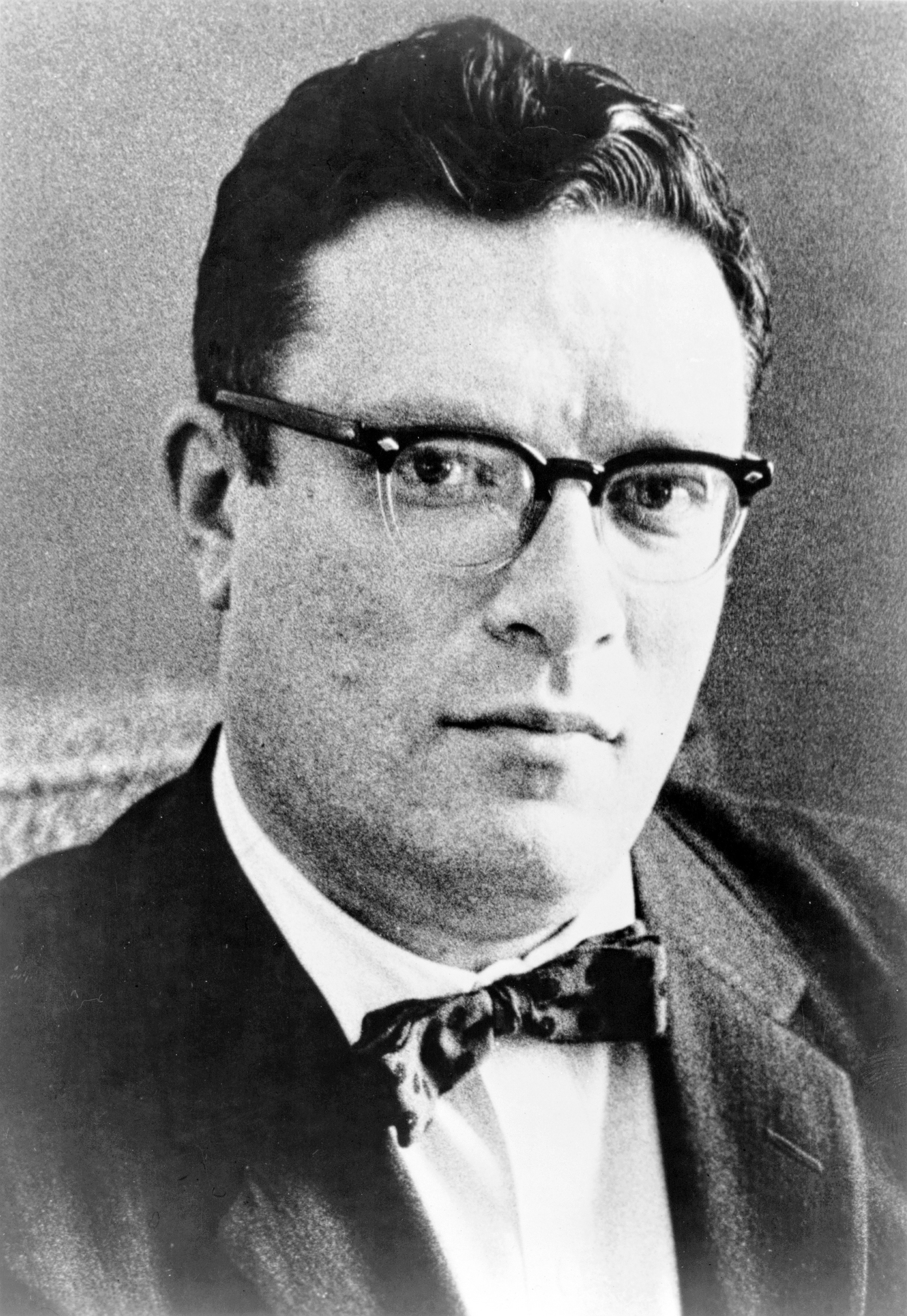
Isaac Asimov, con le tre leggi della robotica, ha sostenuto che nella fantascienza i robot non devono mai danneggiare l'uomo e devono sempre obbedirgli

Nella fantascienza per sua natura fantastica, Isaac Asimov ha voluto comunque regolare la materia (le tre leggi della robotica) codificandola in Io, robot, pubblicato la prima volta nel 1950. I robot non devono recare danno all'essere umano, non devono disobbedire e il diritto di autodifesa deve sempre rispettare le prime due regole. 2001: Odissea nello spazio (il film di Stanley Kubrick ispirato al racconto La sentinella di Arthur C. Clarke), però, con il robot ribelle Hal ha in parte violato le tre regole di Asimov.

### Investigazioni e fantascienza
La trama investigativa è anche stata al centro di famose storie di fantascienza. I romanzi di Asimov del Ciclo dei Robot sono dei veri polizieschi ambientati nel futuro. Secondo alcuni autori l'accostamento del giallo con le trame fantascientifiche è stridente e per certi versi difficile e innaturale a tal punto da rovinare entrambi i filoni e distruggere la loro integrità. In effetti uno dei meccanismi caratterizzanti del giallo è il rapporto competitivo tra autore e lettore nella scoperta del colpevole. Nella fantascienza molti percorsi sono semplificati dai miracoli della fantasia che penalizza la plausibilità della vicenda.

### Sciascia contro la Christie

La targa con il ritratto di Agatha Christie sulla facciata del convento di Torre Abbey a Torquay dove nacque la regina del giallo

Anche la regina del giallo Agatha Christie non sempre avrebbe giocato ad armi pari con il lettore. Dalle nove alle dieci ovvero L'assassinio di Roger Ackroyd (titolo originale: The murder of Roger Ackroyd, 1926) spiazza dall'inizio perché il colpevole è il dottor Sheppard, l'assistente di Poirot e voce narrante della storia che si svolge nel piccolo paese inglese di King's Abbott. Tra suicidi apparenti e false piste il lettore viene del tutto depistato tra un gran numero di sospettati. Leonardo Sciascia si era posto il problema della mancanza di lealtà del personaggio del dottor Sheppard che nel racconto dei fatti connessi all'omicidio omette ovviamente di rivelare di aver pugnalato la vittima.

## Romanzo giallo, gotico e horror
Le contaminazioni sono così ancora più stridenti tra il romanzo giallo, per sua natura razionale e agganciato alla realtà e il romanzo gotico, caratterizzato invece dall'irrazionalità e dalla non verosimiglianza delle storie.. Ciò vale anche per gli accostamenti con la letteratura horror che nella diversa percezione soggettiva del reale descrive le irruzioni nell'irrazionale e le conseguenti scene ripugnanti. Lo scambio di elementi difficilmente miscelabili non può che avvenire con l'ausilio della creatività e della fantasia. A proposito di contaminazioni, come abbiamo visto, anche tra poliziesco e fantascienza non sono rari tali difficili accostamenti.

## Noir
Nel noir, diretto discendente dell'hard-boiled americano, attraverso i romanzi e racconti di Cornell Woolrich e James M. Cain, non sempre ci sono storie enigmatiche, l'attenzione è invece posta più sull'ambiente in cui avvengono le vicende criminali e sulla psicologia dei personaggi. Comunque nel rapporto sempre più stretto con la realtà, non manca lo scambio reciproco di elementi caratterizzanti.
Tuttavia, per i frequenti rimescolamenti e contaminazioni, la linea di confine di questa schematizzazione non sempre è così netta assumendo differenti gradazioni di colore. La lezione di Sciascia ne è una conferma. In una società caratterizzata da delitti impuniti e misteri c'è il bisogno di scoprire verità anche scomode.

### Varianti del noir
Un'altra definizione di recente utilizzata in Italia per questo genere di romanzo è giallo sociale. In proposito viene affrontato l'aspetto del nuovo romanzo sociale e delle degenerazioni sociali come espressione del giallo italiano. Tra gli altri autori vi sono Jean-Claude Izzo, Massimo Carlotto, Marcello Fois.
Va però precisato che il romanzo giallo a sfondo sociale ha radici ben definite nella tradizione ottocentesca, quando aveva contenuti moralistici ed una finalità soprattutto di denuncia. Giova ricordare in Italia, per la forte connotazione di torbide storie, il filone partenopeo: Francesco Mastriani, Antonio Ranieri e Salvatore Di Giacomo, autori che hanno dato al romanzo sociale una particolare impronta a tinte nere. Al centro della narrazione le condizioni di vita dei perdenti, vittime di soprusi e di violenze. In tempi più recenti Massimo Siviero, nel solco della tradizione di Mastriani, è riuscito a conciliare la tecnica del giallo investigativo con la narrazione nera e d'ambiente; sullo sfondo una criminalità sempre vincente. La sua finalità dichiarata non è quella di far evadere ma di invadere il lettore.

### Noir metropolitano
Diventa peculiare l'ambientazione in questo tipo di narrazione in cui la città e la metropoli sono i veri protagonisti, così come la violenza, la criminalità e il degrado. Tra i principali esponenti del noir metropolitano vanno ricordati Ed McBain per New York, James Ellroy per Los Angeles, Jean-Claude Izzo per Marsiglia. Tra gli italiani, Loriano Macchiavelli per Bologna, Marco Vichi per Firenze, Massimo Siviero per Napoli, Paolo Roversi per Milano.